# Cajapió
Cajapió é um município do estado do Maranhão, no Brasil. Localiza-se na Baixada Maranhense, no Norte do estado. Sua população é de 10 632 habitantes (censo IBGE 2010).

## Etimologia
"Cajapió" é uma palavra Tupi-guarani que significa fruto maduro ou fruto dourado. Conforme registro no dicionário de Tupi apresentado pelo professor e pesquisador Mosart Rogério Soares. O vocativo foi registrado pelo pesquisador no dicionário aberto de Tupi-Guarani[1]
Em sua tese intitulada 'Discurso pela Origem do Nome', o professor Mosart Soares, explica de forma didática a etimologia do nome Cajapió, deste modo:
"O substantivo 'Cajá' é o fruto da cajazeira (o) e 'Pió' é um vocativo com equivalência ao adjetivo 'Maduro', 'Dourado' ou 'Amarelo'. Também adquire conotações de 'advérbio', sentido de muito ou bastante."
No trecho abaixo, retirado de sua tese intitulada 'Discurso pela origem do nome,' o professor apresenta exemplificações práticas e de ordem didática para melhor compreensão do nome Cajapió, no contexto de sua remota povoação, estabelecendo-se como marco o século XVIII, quando aparece o registro do nome com a atual grafia.
"O lado leste da cidade possuía ampla abundância de Pés de Cajá."
Em sua tese, Mosart Soares propõe a seguinte explanação didático-pedagógica:
"[...] Quando o índio olhava para o leste da cidade ele percebia a abundância de pés de cajá, daí poderia empregar o sentido adverbial do termo 'Pió'. - Dizia que ali havia um 'cajapió'. Ou seja, uma grande quantidade de cajá. Logo o sentido tem equivalência adverbial em Língua Portuguesa."
"Mas também o 'Pió' designava que o fruto, seja da cajazeira ou não, estava maduro; amarelo, dourado. Aí o sentido é impregnado de adjetivação como em Português."
O professor ainda explica o decaimento observado na palavra a partir da evolução natural da língua por novos falantes, que deu origem ao nome Cajapió na forma 'falada' e grafada deste o século XVIII, precisamente no ano de 1730, quando Cajapió figura em registros de concessão de terras no Maranhão, já com sua 'corruptela linguística atual.
Ele explica:
"O 'pió' é uma corruptela da língua Tupi e vem do termo original 'piog' que perdeu-se no tempo em vários termos em Tupi. Jamais podendo ser confundido com o termo 'PIOR', que é advérbio em Língua Portuguesa. E que tem o sentido de mal ou ruim".
Mosart Soares afirma ainda: "O Cajá de Cajapió é etimológico. Ou seja, amarelo, maduro, dourado, -- Da cor do ouro! O Cajá de ouro. Nunca foi o 'Pior'; de mal ou ruim.

## Paleontologia 'Itapeussauros' e escolha do nome
No litoral do município de Cajapió, foi descoberto o terceiro dinossauro do Maranhão do Período Cretáceo, em 2019. Nomeado em homenagem a cidade, o Itapeuasaurus cajapioensis, pertence aos Diplodocoidea, que são dinossauros herbívoros, com pescoços e caudas alongadas. O Itapeuasaurus alcançava cerca de 10-12 metros de comprimento e viveu aproximadamente 90 milhões de anos atrás no litoral maranhense, onde estava se formando uma das primeiras florestas tropicais do Brasil, com a aparição das primeiras plantas com flores. Convivia ao lado de outro diplocodeano, o Rayosossaurus agrionensis e também do Oxalaia quilombensis, o maior carnívoro terrestre que já existiu no Brasil.
O professor Manuel Alfredo Araújo Medeiros, Chefe do Departamento de Paleontologia da UFMA, na altura da descoberta, foi contatado por um grupo de pesquisadores locais, o HISPEDABIOTEC, com o fito de oficializar a suspeita de que se tratava de um fóssil de dinossauro.
O grupo zelou pelo achado, protegendo o fóssil por meios legais, com orientação do Departamento de Paleontologia; e participando do processo de remoção junto aos pesquisadores da UFMA.
Após as pesquisas in loco e, uma vez constatado que era um novo espécime, Manuel Alfredo Medeiros, concedeu o privilégio para escolha do nome. O professor Mosart Rogério Soares, pesquisador local, optou por 'Itapeussauros Cajapioensis'. De forma a garantir que a praia do Itapéua, local do achado e o município de Cajapió pudessem ganhar espaço na paleontologia mundial.

## Geografia
A área do município de Cajapió é de 545,244 quilômetros quadrados, o que o coloca na posição 162 dentre as 217 cidades do Maranhão.
Demografia
De acordo com o Censo Demográfico de 2022, a população de Cajapió era de 10.121 habitantes e a densidade demográfica era de 18,56 habitantes por quilômetro quadrado. Comparando-se com outros municípios do estado do Maranhão, ficava nas posições 175 e 120 de 217. Já a estimativa populacional para o ano de 2024 era de 10.342 pessoas.
Educação
Em 2010, a taxa de escolarização de 6 a 14 anos do município de Cajapió era de 97,2%. Comparando-se com outros municípios do estado do Maranhão, ficava na posição 78 de 217. Já o Índice de Desenvolvimento da Educação Básica (IDEB), no ano 2023, para os anos iniciais do ensino fundamental na rede pública era 4,8 e para os anos finais, 3,5.
| Taxa de escolarização de 6 a 14 anos de idade [2010]             | 97,2 %           |
| IDEB – Anos iniciais do ensino fundamental (Rede pública) [2023] | 4,8              |
| IDEB – Anos finais do ensino fundamental (Rede pública) [2023]   | 3,5              |
| Matrículas no ensino fundamental [2023]                          | 1.510 matrículas |
| Matrículas no ensino médio [2023]                                | 500 matrículas   |
| Docentes no ensino fundamental [2023]                            | 112 docentes     |
| Docentes no ensino médio [2023]                                  | 29 docentes      |
| Número de estabelecimentos de ensino fundamental [2023]          | 22 escolas       |
| Número de estabelecimentos de ensino médio [2023]                | 2 escolas        |

Fonte: IBGE
Economia
Em 2021, o PIB do município de Cajapió era de R$ 6.279,23. Comparando-se com outros municípios do estado do Maranhão, ficava na posição 210 de 217. Já o percentual de receitas externas em 2023 era de 96,04%, o que o colocava na posição 41 de 217.
| PIB per capita [2021]                                                                           | 6.279,23 R$      |
| Índice de Desenvolvimento Humano Municipal (IDHM) [2010]                                        | 0,553            |
| Total de receitas brutas realizadas [2023]                                                      | 43.836.177,98 R$ |
| Transferências correntes (Percentual em relação às receitas correntes brutas realizadas) [2023] | 96,04 %          |
| Total de despesas brutas empenhadas [2023]                                                      | 40.090.468,44 R$ |

Fonte: IBGE
| Salário médio mensal dos trabalhadores formais [2022]                                             | 1,6 salários mínimos |
| Pessoal ocupado [2022]                                                                            | 775 pessoas          |
| População ocupada [2022]                                                                          | 7,66 %               |
| Percentual da população com rendimento nominal mensal per capita de até 1/2 salário mínimo [2010] | 60,3 %               |

Fonte: IBGE